# Quality Street (1937)
Quality Street is een Amerikaanse film uit 1937 onder regie van George Stevens. De film kreeg een Oscarnominatie en is gebaseerd op de versie uit 1927. De film uit 1937 werd een enorme flop en Hepburn kreeg veel negatieve kritiek. De films zijn overigens gebaseerd op het gelijknamige toneelstuk uit 1901 van J.M. Barrie.

## Rolverdeling
| Acteur            | Personage           |
| ----------------- | ------------------- |
| Katharine Hepburn | Phoebe Throssel     |
| Franchot Tone     | Dr. Valentine Brown |
| Fay Bainter       | Susan Throssel      |
| Estelle Winwood   | Mary Willoughby     |
| Cora Witherspoon  | Patty               |